# Lac Chew Bahir
Le lac Chew Bahir (Amharique : ጨው ባሕር č̣ew bāhir, qui signifie lac salé), également appelé lac Stéphanie, Basso Naebor ou Chuwaha, est un lac situé en Éthiopie à la frontière de la Région des nations, nationalités et peuples du Sud et de la région Oromia.

## Présentation
Le lac fut découvert par les explorateurs austro-hongrois Sámuel Teleki et Ludwig von Höhnel en 1887-1888. Il a longtemps porté le nom de la princesse Stéphanie de Belgique, épouse du prince héritier Rodolphe d'Autriche.
Il est reconnu en 1901 par Eduard von Wickenburg.  .